# Fédération Internationale de Motocyclisme
Svjetska motociklistička federacija ili Fédération Internationale de Motocyclisme, krovna organizacija međunarodnog motociklističkog športa. Osnovana je 21. prosinca 1904. godine. Sjedište je u Miesu u Švicarskoj. Od svjetskog kongresa u Brazilu 16. listopada 2006. godine predsjednik je Venezuelanac Vito Ippolito. 
Predstavlja 113 nacionalnih motociklističkih saveza, grupiranih u šest regijskih kontinentalnih unija.

## Vanjske poveznice
- Službene stranice